# Europees kampioenschap ijshockey 1912
Het Europees kampioenschap ijshockey 1912 was een door de Ligue Internationale de Hockey sur Glace (LIHG) georganiseerd kampioenschap in het ijshockey. De 3e editie van het Europees kampioenschap vond plaats in het Oostenrijk-Hongaarse Praag van 2 tot 4 februari 1912.

## Historiek
Na het einde van het toernooi was er Duits protest tegen het eindklassement, waarbij Bohemen was uitgeroepen tot winnaar (vanwege het aantal gescoorde doelpunten) ondanks de gelijkheid van punten tussen de beide landen.
Tijdens de jaarlijkse LIHG-vergadering van 22 tot 23 maart 1912 te Brussel werd besloten het kampioenschap met terugwerkende kracht te annuleren. Aanleiding was het feit dat Oostenrijk pas officieel LIHG-lid werd op 18 maart 1912 (de aanvraag van het lidschapschap dateerde van 14 januari 1912).

## Resultaten
| Datum      | Wedstrijd                | Uitslag |
| ---------- | ------------------------ | ------- |
| 2 februari | Bohemen - Oostenrijk     | 5-0     |
| 3 februari | Duitse Rijk - Oostenrijk | 4-1     |
| 4 februari | Bohemen - Duitse Rijk    | 2-2     |

| #      | Team        | W - G - V | Pnt. | V-T |
| ------ | ----------- | --------- | ---- | --- |
| Goud   | Bohemen     | 1 - 1 - 0 | 3    | 7-2 |
| Zilver | Duitse Rijk | 1 - 1 - 0 | 3    | 6-3 |
| Brons  | Oostenrijk  | 0 - 0 - 2 | 0    | 1-9 |